# The Visitors (album)
The Visitors is een album uit 1981 van de Zweedse band ABBA. Het was het achtste en tot november 2021 laatste officiële album van de groep. Alle nummers werden geschreven door Benny en Björn. De singles "One of Us" en "Head over heels" worden beide gezongen door Agnetha Fältskog. The Visitors was het eerste album ooit dat werd uitgebracht op cd, in 1982.

## Nummers

### A-kant
1. "The Visitors (Crackin'Up)" (5:49) (Frida)
2. "Head Over Heels" (3:45) (Agnetha)
3. "When All is Said And Done"* (3:20) (Frida)
4. "Soldiers" (4:38) (Agnetha)

### B-kant
1. "I Let The Music Speak" (5:20) (Frida)
2. "One Of Us" (3:55)(Agnetha)
3. "Two For The Price Of One" (3:36) (Björn)
4. "Slipping Through My Fingers"** (3:51) (Agnetha)
5. "Like An Angel Passing Through My Room" (3:34) (Frida)

*het nummer over de echtscheiding van Frida Lyngstad en Benny Andersson.
**op een aantal uitgiften op cassette is het nummer Se Me Está Escapando (Slipping Through My Fingers - Spanish Version) te horen.

## Na dit album
ABBA ging in 1982 nog één keer samen de studio in om enkele opnames te maken voor wat een nieuw studioalbum had moeten worden, maar wat echter nooit verscheen. Vaak wordt dit geplande album, Opus 10 genoemd, maar dit is niet de correcte titel. Van de 6 opnames die ABBA maakte, zijn er slechts 4 uitgebracht: "The day before you came" als A-kant single met op de B-kant "Cassandra" en de single "Under Attack" met op de B-kant "You owe me one". Hoewel beide nummers de top 5 haalden, was het grote succes voor ABBA in 1982 toch echt voorbij.
De opname "I am the city" zou pas in 1993 verschijnen als extraatje voor de fans op het compilatiealbum More ABBA gold . Van het lied "Just like that" wordt slechts een klein fragment uitgebracht op de speciale collectors item-box Thank you for the music uit 1994. Wel is er een bewerking van dit lied te horen op de single "Just like that" uit 1986 van de Zweedse groep Gemini, waarvoor Andersson en Ulvaeus dit oorspronkelijke ABBA-nummer hebben herschreven.

## Heruitgave
Op 23 april 2012 werd The Visitors Deluxe Edition uitgebracht, een re-release van het album uit 1981 met bonustracks en een compositie van demotracks die tezamen het 'nieuwe' nummer From a Twinkling Star to a Passing Angel vormen.

## Hitnotering

### NederlandseAlbum Top 100
| Hitnotering: (Week 1 t/m 22) 12-12-1981 t/m 15-05-1982 Hitnotering: (Week 23) 28-04-2012 | Hitnotering: (Week 1 t/m 22) 12-12-1981 t/m 15-05-1982 Hitnotering: (Week 23) 28-04-2012 | Hitnotering: (Week 1 t/m 22) 12-12-1981 t/m 15-05-1982 Hitnotering: (Week 23) 28-04-2012 | Hitnotering: (Week 1 t/m 22) 12-12-1981 t/m 15-05-1982 Hitnotering: (Week 23) 28-04-2012 | Hitnotering: (Week 1 t/m 22) 12-12-1981 t/m 15-05-1982 Hitnotering: (Week 23) 28-04-2012 | Hitnotering: (Week 1 t/m 22) 12-12-1981 t/m 15-05-1982 Hitnotering: (Week 23) 28-04-2012 | Hitnotering: (Week 1 t/m 22) 12-12-1981 t/m 15-05-1982 Hitnotering: (Week 23) 28-04-2012 | Hitnotering: (Week 1 t/m 22) 12-12-1981 t/m 15-05-1982 Hitnotering: (Week 23) 28-04-2012 | Hitnotering: (Week 1 t/m 22) 12-12-1981 t/m 15-05-1982 Hitnotering: (Week 23) 28-04-2012 | Hitnotering: (Week 1 t/m 22) 12-12-1981 t/m 15-05-1982 Hitnotering: (Week 23) 28-04-2012 | Hitnotering: (Week 1 t/m 22) 12-12-1981 t/m 15-05-1982 Hitnotering: (Week 23) 28-04-2012 | Hitnotering: (Week 1 t/m 22) 12-12-1981 t/m 15-05-1982 Hitnotering: (Week 23) 28-04-2012 | Hitnotering: (Week 1 t/m 22) 12-12-1981 t/m 15-05-1982 Hitnotering: (Week 23) 28-04-2012 | Hitnotering: (Week 1 t/m 22) 12-12-1981 t/m 15-05-1982 Hitnotering: (Week 23) 28-04-2012 |
| Week:                                                                                    | 1                                                                                        | 2                                                                                        | 3                                                                                        | 4                                                                                        | 5                                                                                        | 6                                                                                        | 7                                                                                        | 8                                                                                        | 9                                                                                        | 10                                                                                       | 11                                                                                       | 12                                                                                       | 13                                                                                       |
| ---------------------------------------------------------------------------------------- | ---------------------------------------------------------------------------------------- | ---------------------------------------------------------------------------------------- | ---------------------------------------------------------------------------------------- | ---------------------------------------------------------------------------------------- | ---------------------------------------------------------------------------------------- | ---------------------------------------------------------------------------------------- | ---------------------------------------------------------------------------------------- | ---------------------------------------------------------------------------------------- | ---------------------------------------------------------------------------------------- | ---------------------------------------------------------------------------------------- | ---------------------------------------------------------------------------------------- | ---------------------------------------------------------------------------------------- | ---------------------------------------------------------------------------------------- |
| Positie:                                                                                 | 7                                                                                        | 4                                                                                        | 1                                                                                        | 1                                                                                        | 1                                                                                        | 1                                                                                        | 1                                                                                        | 1                                                                                        | 2                                                                                        | 3                                                                                        | 4                                                                                        | 4                                                                                        | 5                                                                                        |
| Week:                                                                                    | 14                                                                                       | 15                                                                                       | 16                                                                                       | 17                                                                                       | 18                                                                                       | 19                                                                                       | 20                                                                                       | 21                                                                                       | 22                                                                                       |                                                                                          | 23                                                                                       |                                                                                          |                                                                                          |
| Positie:                                                                                 | 5                                                                                        | 12                                                                                       | 13                                                                                       | 21                                                                                       | 27                                                                                       | 38                                                                                       | 41                                                                                       | 44                                                                                       | 48                                                                                       | uit                                                                                      | 55                                                                                       | uit                                                                                      |                                                                                          |

### VlaamseUltratop 200Albums
| Hitnotering: 19-05-2012 | Hitnotering: 19-05-2012 | Hitnotering: 19-05-2012 |
| Week:                   | 1                       |                         |
| ----------------------- | ----------------------- | ----------------------- |
| Positie:                | 185                     | uit                     |